# Trygonoptera mucosa
Trygonoptera mucosa  (лат.) — вид рода тригоноптеров семейства короткохвостых хвостоколов отряда хвостоколообразных. Эндемик умеренных прибрежных вод юго-восточной Австралии. Встречается на глубине до 40 м. Тело округлое с широким мясистым треугольным рылом. Сравнительно короткий хвост оканчивается хвостовым плавником. Спинные плавники отсутствуют. Окраска  коричневатого цвета, иногда со светлыми и тёмными пятнами. Ноздри имеют увеличенные доли ко внешних выступах и складку кожи в форме юбочки с бахромчатым задним краем между ними. На хвостовом стебле расположен один жалящий шип. Максимальная зарегистрированная длина 37 см.
Эти скаты питаются преимущественно многощетинковыми червями. Являются яйцеживородящими, развивающиеся эмбрионы питаются желтком и гистотрофом, произведённым матерью. Беременность длится около года. В помёте 1—2 новорожденных. Самки приносят потомство ежегодно в конце мая и в июне. Trygonoptera imitata в большом количестве попадаются в качестве прилова при коммерческом промысле. Не являются объектом целевого лова. Это один их самых распространённых видов семейства короткохвостых хвостоколов.

## Таксономия
Впервые Trygonoptera mucosa был научно описан в 1939 году. Сначала вид отнесли к роду уролофов. Trygonoptera mucosa является близкородственным видам Trygonoptera  galba и Trygonoptera  imitata, вместе они образуют комплекс видов, в который могут входить ещё неописанные виды тригоноптеров. Очень похожий на Trygonoptera mucosa скат был пойман у берегов Перта, однако его размер достигал 61 см. Видовое название происходит от слова лат. mucosus — «слизистый».

## Ареал
Trygonoptera mucosa являются эндемиками прибрежных вод юго-восточной Австралии. Они обитают от залива Сент-Винсент, Южная Австралия, западнее к Перту и возможно вплоть до Донгары, Западная Австралия. Эти донные рыбы предпочитают прибрежные воды с песчаным дном и зарослями водорослей не глубже 40 м. Некоторые особи не покидают одни и те же места в течение года.

## Описание
Широкие грудные плавники Trygonoptera mucosa сливаются с головой и образуют диск в виде овала, ширина которого слегка превышает длину. Передний край диска почти прямой. Мясистое рыло образует тупой угол и не выступает за границы диска. Среднего размера глаза расположены в верхней части диска, позади глаз имеются крупные брызгальца в виде запятых. Внешние край ноздрей переходит в широкую и плоскую лопасть. Между ноздрями пролегает кожаный лоскут с бахромчатым задним краем, который нависает над ртом. Наружный край нижней челюсти покрывают пальцевидные отростки, на дне ротовой полости также имеются 7—9 отростков. Зубы мелкие с овальными основаниями. На вентральной поверхности диска расположены пять пар S-образных жаберных щелей.
Края небольших брюшных плавников закруглены. Длина хвоста составляет 71—91 % длины диска. Хвост имеет овальное сплюснутое поперечное сечение, латеральные складки отсутствуют. Он  оканчивается листовидным хвостовым плавником. На дорсальной поверхности хвоста расположен зазубренный шип. Спинные плавники отсутствуют. Кожа лишена чешуи. Окраска от серого до коричневато-жёлтого цвета, хвост тёмный. Иногда диск покрыт тёмными и светлыми пятнами. Вентральная поверхность светлая, иногда по краю диска пролегает широкая тёмно-коричневая полоса, наиболее заметная у неполовозрелых особей. Максимальная зарегистрированная длина самцов 28 см, а самок 37 см.

## Биология
Крупные брызгальца Trygonoptera mucosa дают основание предположить, что эти скаты лучше других тригоноптеров адаптированы к условиям обитания с пониженным содержанием кислорода. Их рацион на 85 % составляют полихеты, принадлежащие чаще всего к малоподвижным видам, обитающим в трубках. Увеличенные назальные лопасти и пальцевидные отростки на нижней челюсти на дне ротовой полости помогают им обнаружить и схватить зарывшуюся в грунт добычу. Кроме того у Trygonoptera mucosa есть механизм, препятствующий заглатыванию осадков, от которых скаты, вероятно, избавляются через жаберные щели. Вторым по значимости источником пищи являются ракообразные, незначительную долю рациона составляют клешненосные ослики и сипункулиды. Изредка Trygonoptera mucosa поедают моллюсков, иглокожих и костистых рыб. В целом рацион не зависит от возраста тригоноптеров, хотя бокоплавы и клешненосные ослики чаще присутствуют в рационе небольших особей, а крупные предпочитают сипункулидов.
У самок имеется один функциональный яичник, расположенный слева. Подобно прочим хвостоколообразным эти скаты размножаются яйцеживорождением. После оплодотворения яйца развиваются внутри матки в течение года. В помёте 1 , реже 2 новорожденных длиной около 11 см. Овуляция и спаривание происходят в мае и июне. Только что оплодотворённые яйца покрыты тонкой коричневой мембраной. На начальной стадии развития иногда случается диапауза, как и эмбрионов близкородственного вида Trygonoptera personata. Новорожденные появляются на свет в мае и в начале июня. Самки растут медленнее, но достигают бо́льших размеров по сравнению с самцами. Самцы и самки достигают половой зрелости при длине 22 см и 25 см в возрасте 2 и 5 лет соответственно. Максимальная зарегистрированная продолжительность жизни 12 лет у самцов и 17 лет у самок.

## Взаимодействие с человеком
Trygonoptera mucosa не являются объектом целевого лова. Они не опасны для человека.  Они регулярно попадаются в качестве прилова при коммерческом промысле. Пойманных рыб как правило выбрасывают за борт. Поскольку их ловят на мелководье, процент выживаемости довольно высок, если только они не получают в ходе поимки повреждений, к тому же беременные самки при поимке часто абортируют. Международный союз охраны природы присвоил этому виду статус сохранности «Вызывающий наименьшие опасения».